# Agidel
Agidel (russisk: Агиде́ль, tr. Agidél; basjkirsk: Ағиҙел, tr. Ağiźel, basjkirsk udtale: [ɑ.ʁe.ˈðɪ̞l]  ( hør)) er en by i Republikken Basjkortostan i den sydøstlige del af den europæiske del af Den Russiske Føderation. Byen har 14.219 (2021) indbyggere.
Byens navn er afledt af det basjkirske navn på floden Belaja: "Ağiźel", nær hvis sammenløb med floden Kama, byen ligger. Den ligger ca. 45 km syd for byen Neftekamsk og ca. 1.000 km øst for Moskva. Agidel blev grundlagt i 1980  og fik status af by i 1991.